# Syssitia
Syssitia (Oudgrieks: τὰ συσσίτια / tà sussítia; onzijdig meervoud) waren de gemeenschappelijke maaltijden die in publiek werden gehouden bij de Doriërs in Sparta en Kreta, maar ook te Megara, Athene of Theognis en was beperkt tot mannen.

## Sparta
In Sparta waren alle spartiaten of burgers ouder dan twintig verplicht deze maaltijden bij te wonen, die daar pheiditia (φειδίτια / pheidítia, van ἔδω / édô - eten) werden genoemd. Mogelijk is deze term een verbasterde vorm van φιλίτια / philítia ("liefdes-feest"), dit moet niet worden opgevat als in verband staand met iets van een seksuele aard, de connotatie is simpelweg broederliefde, een woord dat refereerde aan de Kretenzische Hetairia. Dit was een verplicht dagelijks banket vergelijkbaar met een militaire kantine. Voor de 5e eeuw v.Chr. was dit ritueel ook bekend als de ἀνδρεῖα / andreia, letterlijk, "behorend aan mensen". Niemand was het toegestaan zichzelf hiervoor te excuseren tenzij men een geldige reden had. De tafel werd voorzien van de maandelijkse bijdragen (φιδίτης / phiditês) aan gerst (77 l), wijn (39 l), kaas (3 kg), vijgen (1,5 kg) en tien Aeginetische obolen om vlees te kopen. De kleros, een stuk land dat aan elke Spartiaat was toegekend en werd bewerkt door Heloten, moest elke burger toelaten zijn deel te betalen. Wanneer hij niet langer in staat was zijn deel te betalen, werd hij uitgesloten van de syssitia en was hij niet langere meer een volwaardig burger.
De polis betaalde enkel voor het onderhoud van de twee koningen, die elk een dubbele portie ontvingen. De plaatsen waar de syssitia werden gehouden werd tenten genoemd en de gasten werden in groepen van ongeveer vijftien leden opgedeeld, waarbij vacante plaatsen door stemming werden ingevuld en een unanieme toestemming onmisbaar was voor de verkiezing. De tafelgenoten werden tent-metgezellen genoemd, zoals zij eigenlijk in tijden van oorlog waren. De tafel-metgezellen van de twee koningen, die een gemeenschappelijke tafel hadden, waren degenen die hun escortes in het veld vormden. Dienovereenkomstig, hadden de generaals van de divisies in het leger de controle in de syssitia. De hoofdmaaltijd was de beroemde zwarte bloedsoep (μέλας ζωμός / mélas zômós; vlees gekookt in bloed, dat had getrokken in azijn en zout), waarvan elk persoon enkel een zekere hoeveelheid ontving, samen met gerstenbrood en wijn, zoveel als zij wilden. Dit werd door een maaltijd van kaas, olijven en vijgen gevolgd. Naast dit alles, was het de tafel-metgezellen toegestaan (en werden inderdaad soms als straf voor kleine overtredingen verplicht) om een tweede maaltijd te geven, die bestond uit tarwebrood of hertenvlees dat men zelf op zijn eentje had gevangen door het dier op te jagen; het werd niet toegestaan dat men dit vlees kocht. In Kreta zetten de mensen zich altijd naar wanneer ze aten en dit was oorspronkelijk ook in Sparta de gewoonte; maar na een korte tijd werden zij het gewoon om aan te liggen op houten banken.

## Kreta
Op Kreta was er een openbaar fonds voor de syssitia. Dit nam een helft van de Staatsinkomsten in en iedere burger droeg een tiende van de groenten van zijn land evenals een jaarlijkse som van geld voor elk slaaf hieraan bij. Dit fonds droeg niet enkel de uitgaven voor de maaltijden van de mannen en jongens boven een zekere leeftijd maar betaalde ook een som die voldoende was om de uitgaven te bekostigen die men zich op de hals haalde door de vrouwen, kinderen en slaven thuis te laten dineren. Deze gezelschappen, die samen dineerden, werden hier hetairiai genoemd. De jongens, die bij hun vaders op de grond zaten, kregen slechts de helft van de hoeveelheid vlees die een volwassene kreeg. De jeugd dineerden samen en moesten op hun ouders wachten; zij moesten ook tevreden zijn met een hoeveelheid van wijn die hen werd toegemeten uit een grote kom aangelengde wijn, terwijl de oudere mannen hun bekers konden bijvullen wanneer zij dit wilden. Hier, evenals in Sparta, waren er straffen voor onmatigheid. Na de maaltijd werd er enige tijd gesproken over politiek en andere onderwerpen, voornamelijk ter de instructie van de jeugd.

## Andere
De banketten die door Homerus worden verhaald staan in verband met deze traditie. Men treft ook aanwijzingen voor gemeenschappelijke maaltijden aan in zowel Carthago als Rome. En volgens Aristoteles was het reeds eerder wijdverspreid onder de inwoners van Oinotria in Zuid-Italië.